# Handmade
『Handmade』（ハンドメイド）は、WEAVERの5枚目のアルバム。2013年1月16日にA-Sketchから発売された。

## 概要
前作『ジュビレーション』から約1年4ヶ月ぶりに発売された。初のセルフプロデュース作品である。
初回限定盤には、2012年7月にBillboard Live TOKYOで行われた「MTV Unplugged」のライブ映像や、2012年のWEAVERの活動を追ったドキュメンタリー映像が収録された特典DVDが付属している。
2012年3月31日から制作が開始され、同年11月20日にレコーディングが終了した。

## 収録内容

### CD
| 全作詞: 河邉徹（#1は除く）。 |                           |                     |           |                  |      |
| #                            | タイトル                  | 作詞                | 作曲      | 編曲             | 時間 |
| 1.                           | 「Performance」           | 河邉徹 （#1は除く） | WEAVER    | WEAVER           | 1:46 |
| 2.                           | 「Shall we dance」        | 河邉徹 （#1は除く） | 奥野翔太  | WEAVER           | 3:41 |
| 3.                           | 「風の船 ～Bug’s ship～」 | 河邉徹 （#1は除く） | 杉本雄治  | WEAVER           | 3:20 |
| 4.                           | 「Reach out」             | 河邉徹 （#1は除く） | 杉本雄治  | WEAVER、Kazoo    | 3:28 |
| 5.                           | 「blue bird」             | 河邉徹 （#1は除く） | 奥野翔太  | WEAVER           | 4:33 |
| 6.                           | 「アーティスト」          | 河邉徹 （#1は除く） | 杉本雄治  | WEAVER           | 3:36 |
| 7.                           | 「君がいた夏の空」        | 河邉徹 （#1は除く） | 杉本雄治  | WEAVER           | 4:30 |
| 8.                           | 「ふたりは雪のように」    | 河邉徹 （#1は除く） | 奥野翔太  | WEAVER           | 5:12 |
| 9.                           | 「偽善者の声」            | 河邉徹 （#1は除く） | 杉本雄治  | WEAVER           | 3:17 |
| 10.                          | 「Free will」             | 河邉徹 （#1は除く） | 杉本雄治  | WEAVER、河野圭   | 4:01 |
| 11.                          | 「The sun and clouds」    | 河邉徹 （#1は除く） | 杉本雄治  | WEAVER、杉本雄治 | 5:33 |
| 合計時間:                    | 合計時間:                 | 合計時間:           | 合計時間: | 42:57            |      |

### DVD（初回限定盤のみ）
2012年7月にビルボードライブ東京で開催された「MTV Unplugged」から計5曲のライブ映像と、2012年のライブハウスツアーやレコーディングなどの活動に密着したドキュメンタリー映像が収録されている。
| #  | タイトル                                                                          | 作詞 | 作曲・編曲 |
| -- | --------------------------------------------------------------------------------- | ---- | ---------- |
| 1. | 「Hard to say I love you 〜言い出せなくて〜」(MTV Unplugged)                      |      |            |
| 2. | 「つよがりバンビ」(MTV Unplugged)                                                 |      |            |
| 3. | 「管制塔」(MTV Unplugged)                                                         |      |            |
| 4. | 「トキドキセカイ」(MTV Unplugged)                                                 |      |            |
| 5. | 「僕らの永遠〜何度生まれ変わっても、手を繋ぎたいだけの愛だから〜」(MTV Unplugged) |      |            |
| 6. | 「ドキュメンタリー映像」                                                          |      |            |

## 演奏
- 杉本雄治
  - Vocals, Piano, Keyboards, Backing Vocals
  - Strings Arrangement (#11)
- 奥野翔太：Bass, Backing Vocals
- 河邉徹：Drums, Backing Vocals
- 河野圭：Strings Arrangement (#10)
- Kazoo：Strings Arrangement (#4)
- 雨宮麻未子：1st Violin (#4.10.11)
- 伊藤友馬：2nd Violin (#4.10.11)
- 舘泉礼一：Viola (#4.10.11)
- 関口将史：Cello (#4.10.11)

## タイアップ
| 年     | 楽曲       | タイアップ                                                                |
| ------ | ---------- | ------------------------------------------------------------------------- |
| 2012年 | 偽善者の声 | 日本テレビ『ワン・トゥリー・ヒル ファースト・シーズン』エンディングテーマ |